# Harry C. Canfield

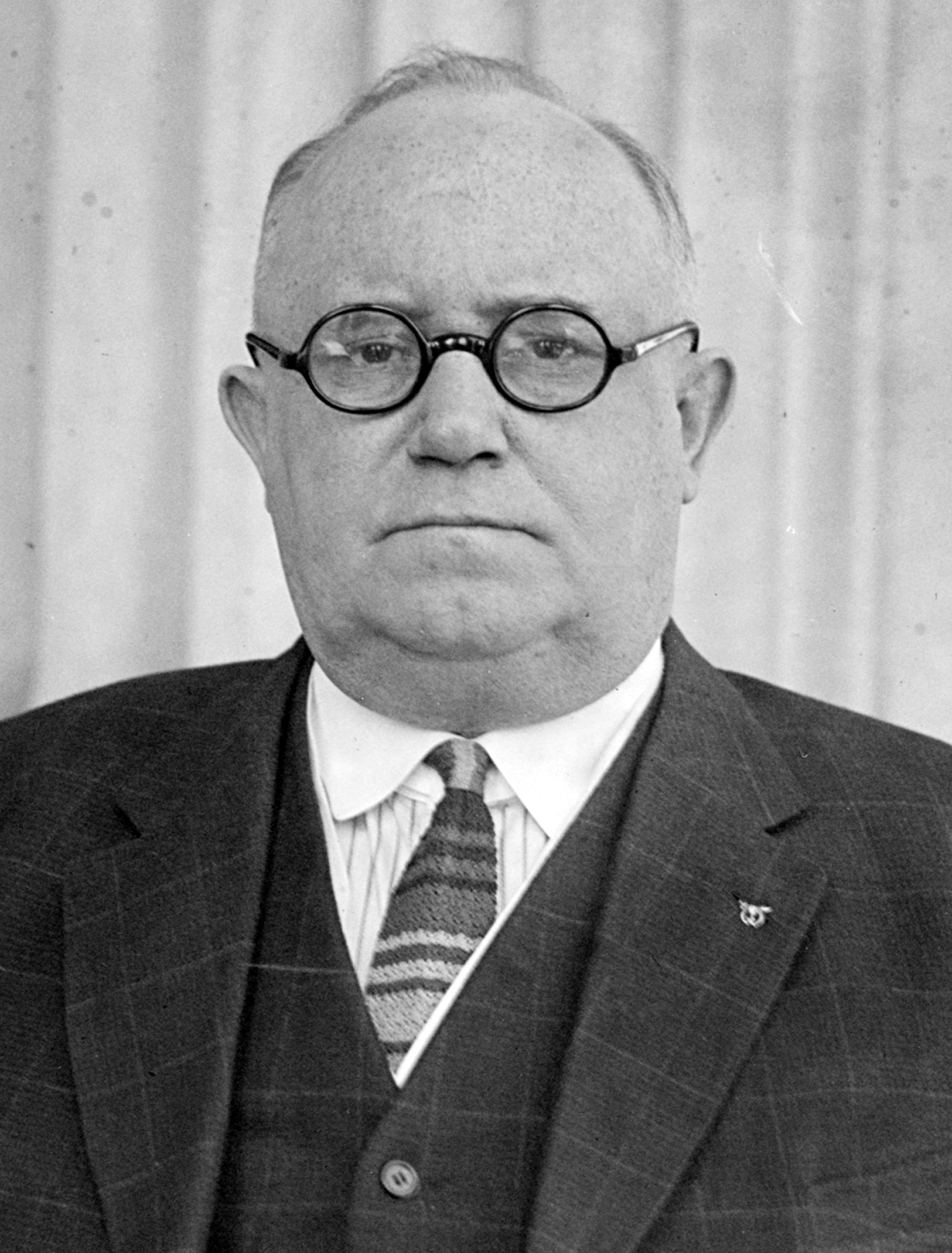
Harry C. Canfield (1926)

Harry Clifford Canfield (* 22. November 1875 bei Moores Hill, Dearborn County, Indiana; † 9. Februar 1945 in Batesville, Indiana) war ein US-amerikanischer Politiker. Zwischen 1923 und 1933 vertrat er den Bundesstaat Indiana im US-Repräsentantenhaus.

## Werdegang
Harry Canfield besuchte die öffentlichen Schulen seiner Heimat und einige Handelsschulen. Zwischen 1896 und 1898 arbeitete er als Lehrer im Dearborn County. Seit 1899 war Canfield in Batesville ansässig, wo er im Möbelgeschäft und als Möbelschreiner arbeitete. Außerdem engagierte er sich in der Landwirtschaft und im Bankgewerbe.
Politisch war Canfield Mitglied der Demokratischen Partei. Bei den Kongresswahlen des Jahres 1922 wurde er im vierten Wahlbezirk von Indiana in das US-Repräsentantenhaus in Washington, D.C. gewählt, wo er am 4. März 1923 die Nachfolge des Republikaners John S. Benham antrat. Nach vier Wiederwahlen konnte er bis zum 3. März 1933 fünf Legislaturperioden im Kongress absolvieren. Seit 1929 war auch die Arbeit des US-Repräsentantenhauses von der Weltwirtschaftskrise bestimmt. Kurz vor dem Ende seiner letzten Legislaturperiode wurde der 20. Verfassungszusatz verabschiedet.
1932 wurde Harry Canfield von seiner Partei nicht mehr zur Wiederwahl nominiert. In den folgenden Jahren arbeitete er wieder in der Möbelbranche. Er starb am 9. Februar 1945 in Batesville.